# Service international de la rotation terrestre et des systèmes de référence
Le Service international de la rotation terrestre et des systèmes de référence, en anglais International Earth Rotation and Reference Systems Service (IERS), est un organisme interdisciplinaire entre l'astronomie, la géodésie et la géophysique qui étudie l'orientation de la Terre et établit un système de coordonnées sur la Terre et par rapport à l'espace.

Il a été créé en 1988 par l'Union astronomique internationale et l'Union géodésique et géophysique internationale. Il s'appelait alors l'International Earth Rotation Service et fut modifié en 2002 mais le sigle IERS fut conservé.
Il fournit et maintient :
- Le Système/Repère de référence terrestre international (International Terrestrial Reference System/Frame (ITRS/ITRF)),
- Le Système/Repère de référence céleste international (International Celestial Reference System/Frame (ICRS/ICRF)),
- Les paramètres d'orientation de la Terre (Earth Orientation Parameters (EOP)),
- Les informations sur les fluides terrestres grâce au Global Geophysical Fluids Center (GGFC)

Cet organisme joue également un rôle décisif dans le temps universel coordonné (UTC) en décidant de l'insertion éventuelle d'une seconde intercalaire afin que celui-ci soit gardé en concordance avec la rotation de la Terre qui est soumise à des variations irrégulières en plus de sa tendance générale à ralentir.
Il utilise pour cela des instruments d'observation de précision centimétrique:
- La radiointerférométrie à longue base (VLBI),
- La télémétrie par laser sur la Lune et sur satellites artificiels (LLR, SLR),
- Le Global Positioning System (GPS),
- Le système DORIS.

Son administration, ses bureaux techniques et de production sont répartis sur le globe dans diverses structures par exemple :
- Le Bureau central de l'IERS à l'Observatoire de Paris en France
- L'Earth Orientation Department de l'observatoire naval des États-Unis à Washington
- L'Australian National Geospatial Reference System (ANGRS) en Australie.